# وجد وقفي
وجد وقفي هي صحفية أمريكية-أردنية تعمل مراسلة لقناة الجزيرة في واشنطن العاصمة.

## النشأة والمسيرة المهنية
نشأت وجد وقفي في الأردن ودرست الهندسة وهاجرت إلى الولايات المتحدة في 1996 وخضعت لتدريب صحفي مكثف في 1997 وفي يوليو من العام نفسه ظهرت لأول مرة في قناة عربية كمراسلة لتلفزيون أبوظبي. انضمت لتلفزيون دبي في سنة 2000 ولقناة الجزيرة في فبراير 2003.